# Radiodienst van de Raad van Verzet
De Radiodienst van de Raad van Verzet was een onderdeel van het Nederlands verzet in de Tweede Wereldoorlog dat een binnenlands radiotelegrafisch netwerk van zenders beheerde en onderhield. De Radiodienst werd door Jan Thijssen (1908-1945) ten behoeve van de Raad van Verzet (RVV) in januari 1944 opgericht. Het binnenlandse netwerk werd in de zomer van 1944 operationeel en het was tot aan het einde van de Tweede Wereldoorlog in gebruik door de RVV en de daarmee samenwerkende verzetsorganisaties. Vanaf medio januari 1944 werkten de medewerkers van de Radiodienst nauw samen met de agenten van het Bureau Inlichtingen (BI).

## Oprichting
Nadat Pieter Jacob Six (1894-1986), de chef staf van de Ordedienst (OD), Jan Thijssen op 31 december 1943 wegens eigengereid optreden uit de OD had gezet, begon Thijssen met taaie vasthoudendheid meteen aan de opbouw van een nieuw binnenlands zendernet. Het nieuwe zendernet werd gelieerd aan de RVV. De Radiodienst van de Raad van Verzet werd in de zomer van 1944 operationeel.
Eind december 1943 was de nieuwe Radiodienst van Thijssen landelijk nog niet veel meer dan een radioschema. Toen medewerkers van de Radiodienst, die werkzaam waren bij de Nederlandsche Seintoestellen Fabriek in Hilversum, de kans zagen om in de fabriek materiaal voor dertig radiozendontvangers achterover te drukken werd de droom van Thijssen werkelijkheid. Het binnenlands zendernet zou uitgroeien tot een verbindingsnet over heel Nederland. Het zendernet bestond uit twaalf tot veertien kringen. In elke kring bevond zich een radiogroep. De marconisten bij de radiogroepen waren afkomstig uit de scheepvaart of van de KLM. Na de bevrijding van Eindhoven op 19 september 1944 was er door de frontlinies heen een rechtstreekse verbinding tot stand gekomen tussen de radiokring Eindhoven en de hoofdpost van het binnenlandse zendernet in Maarn. Naast het zendernet had de Radiodienst evenzo de beschikking over een netwerk van koeriers. In het geval men het uit veiligheidsoverwegingen nodig achtte, werden de berichten via het koeriersnet verzonden. In het begin verplaatste de koeriers zich per trein. Na de spoorwegstaking van 1944 werd veelal van de fiets gebruikgemaakt.

## Een boodschapper naar Londen
Na de April-meistakingen van 1943 was door de RVV in de loop van het jaar diverse malen telegrafisch om hulp van de Nederlandse regering in Londen verzocht. Reacties hierop waren uitgebleven. In september 1943 besloot de RVV om een boodschapper naar Londen te sturen. Jan Thijssen, die op dat moment nog voor de OD werkzaam was, besloot zijn vriend Andreas Wilhelmus Maria Ausems naar Engeland te sturen en aan hem Het Verslag Ervaringen Hoofd Radiodienst mee te geven. In het verslag stonden de doelstellingen beschreven die Thijssen met zijn Radiodienst en de RVV nastreefde.
Ausems was woonachtig in Zaandam. Hij had als werktuigbouwkundige bij Fokker (bedrijf) gewerkt. Vanaf de inval van de Duitsers had hij bij Fokker reparatieopdrachten van de Luftwaffe gesaboteerd. Toen de Duitsers de sabotage ontdekten was Ausems in Baarn ondergedoken. In september 1943 bereikte hij via een ontsnappingsroute Madrid. In Madrid kwam hij in contact met de wervings- en selectie-officier van het Bureau Inlichtingen (BI) de kapitein dr. Jan Marginus Somer. Via de bemiddeling van Somer bereikte Ausems Londen en was hij in staat om bij het BI en de Nederlandse regering de boodschap van Thijssen over te brengen.

### De agenten voor de Radiodienst van de Raad van Verzet
Aan het einde van 1943 waren minister president Pieter Sjoerds Gerbrandy en zijn kabinet tot de conclusie gekomen dat het Nederlandse verzet te verzuild was geraakt. De bewindslieden wilden overgaan tot coördinatie en bundeling van het verzet. Deze coördinatie en bundeling zou in een later stadium van de oorlog moeten leiden tot de oprichting van de Binnenlandse Strijdkrachten (BS). Om de RVV, de OD en de Landelijke Knokploegen (LKP) samen te laten smelten tot een verzetsorganisatie waren door Gerbrandy en zijn kabinet samenwerkingsrichtlijnen opgesteld. Deze richtlijnen werden later bekend als de 19 punten van Gerbrandy. De Nederlandse regering in Londen zag in Ausems een geschikte persoon om zich met een document waarin de samenwerkingsrichtlijnen waren beschreven tot de verschillende verzetsgroepen te wenden. Het document was op microfoto's vastgelegd.
Na de gesprekken met Ausems besloot de leiding van het BI om vanaf januari 1944 en de daaropvolgende maanden een groep agenten boven bezet Nederland te parachuteren. De groep bestond uit organisatoren en radiotelegrafisten. Met de radiotelegrafisten wilde het BI een zendgroep oprichten om steun te kunnen verlenen aan de Radiodienst van Jan Thijssen. De organisatoren hadden de taak om de verzetsleiding in bezet gebied, te ondersteunen bij de coördinatie en bundeling van het verzet. Op het moment dat de tijd daar rijp voor was zou het Bureau Bijzondere Opdrachten (BBO) agenten en materiaal boven bezet gebied parachuteren om de RVV met personeel en materieel steun te verlenen. Op dat moment was in Londen bij niemand bekend dat Thijssen als hoofd van de Radiodienst van de OD was ontslagen. Hier zou uit voortvloeien dat de eerste agent, die naar de Radiodienst door het BI afgevaardigd werd, niet bij de Radiodienst van de Raad van Verzet, maar bij de contactpersoon van Ausems zou belanden. De contactpersoon van Ausems was Hein Optenvelde. Hij was de chef Technische dienst van de Radiodienst van de OD en voor 31 december 1943 was hij bij de Radiodienst de naaste medewerker van Jan Thijssen.

### Harm Steen en Josephus Adriaansen
In de nacht van 10 op 11 januari 1944 werden de organisator Harm Steen (codenaam: Witte Beeren) en de radiotelegrafist Josephus Adriaansen (codenaam: Leonards) in de omgeving van Breda bij Rijsbergen geparachuteerd. De beide agenten moesten een veelheid van opdrachten uitvoeren. Aan Steen was een bedrag van tien miljoen gulden in de vorm van een Regeringsvolmacht toevertrouwd. De kredietfinanciering moest worden afgegeven in Amsterdam bij Walraven van Hall (1906-1945). Van Hall was als commissionair op de Amsterdamse effectenbeurs werkzaam. Van Hall was samen met Iman Jacob van den Bosch in bezet Nederland een bindende factor binnen het verzuilde verzet. Zij hadden de taak op zich genomen om het geld dat door de regering in Londen ter beschikking werd gesteld via het Nationaal Steun Fonds onder de diverse verzetsorganisaties te verdelen.
De aanhouding van de twee agenten had tot arrest onder verdenking van bankroof kunnen leiden, want behalve de Regeringsvolmacht à tien miljoen gulden hadden ze in een gordel honderddertigduizend gulden uit Londen meegenomen, waarvan Steen honderdduizend gulden aan de RVV moest afdragen. Steen en Adriaansen moesten voorts zelfstandig militaire inlichtingen zien te verzamelen en ze moesten een spionagegroep oprichten. Het was de bedoeling dat Steen en Adriaansen de basis zouden leggen voor de oprichting van de Zendgroep BI-Radiodienst. Deze zendgroep moest in de toekomst als directe verbinding tussen het Bureau Inlichtingen en de Radiodienst van de Raad van Verzet gaan fungeren. Aan Steen en Adriaansen was met klem gezegd dat zij zich van het sabotagewerk en dus van de RVV verre moesten houden. In de daarop volgende weken voerden de beide agenten hun opdrachten met succes uit. In de eerste week van februari 1944 vernamen Steen en Adriaansen dat vrijwel de gehele Zendgroep Barbara, een groep agenten die eveneens voor het BI werkte, door de Sicherheitsdienst (SD) was opgerold.

### Andreas Wilhelmus Maria Ausems en Jacobus Eugène van Loon
Na een korte opleiding werd Ausems door het BI in staat bevonden om boven bezet Nederland te worden geparachuteerd. In de nacht van 29 februari op 1 maart 1944 werden Andreas Wilhelmus Maria Ausems (codenaam: Karel) en Jacobus Eugène van Loon (codenaam: Adam) in de omgeving van Rijsbergen geparachuteerd. Na hun landing ging Van Loon aan het werk om samen met Adriaansen en een aantal lokale marconisten de Zendgroep BI-Radiodienst met personeel en materieel te ondersteunen. Ausems begaf zich naar Hein Optenvelde, de contactpersoon in Zaandam. Kort voor de aankomst van Ausems was de zender van Steen uitgepeild en had de Sicherheitsdienst een inval in de radiozaak van Op den Velde (PAøZO (*) gedaan. Toen Ausems het woonhuis van Optenvelde binnenkwam liep hij in de armen van de SD. Ausems werd gefouilleerd en verhoord, maar de microfoto's met daarop de 19 punten van Gerbrandy werden door de SD niet gevonden. Deze waren verstopt in uitgeholde lucifers en de lucifers zaten in een luciferdoosje. Tijdens het verhoor door de SD had Ausems een poging gedaan om met de lucifers zijn pijp aan te steken. Door deze afleidingsmanoeuvre waren de microfoto's door de SD niet ontdekt. Omdat door de SD geen belastend materiaal werd gevonden kon Ausems de radiozaak als vrij man verlaten. Steen werd door de SD gevangengenomen. Op 5 september 1944 werd hij op de fusilladeplaats in het kamp Vught gefusilleerd. Hein OptenVelde werd eveneens gevangengenomen. Hij stierf in het concentratiekamp.
Zijn aanhouding door de SD deed Ausems besluiten om de microfoto's die hij uit Londen mee had gebracht te verbranden. Hij dook tijdelijk onder, en nam op 22 maart 1944 de draad weer op. Alhoewel het hem ten aanzien van de nieuwe Radiodienst volledig verantwoord leek, wilde Ausems in eerste instantie nog niet aan Londen laten weten dat men een agent naar de RVV kon sturen. Omdat er grote belangen mee waren gediend wilde hij eerst helemaal zeker zijn van de zaak. Wat de 19 punten van Gerbrandy betrof, meende Ausems aanvankelijk dat hij het zonder de microfoto's kon stellen. Hij herinnerde zich de inhoud vrij nauwkeurig en achtte zich in staat om de tekst van het document bijna woordelijk weer te geven. In die tijd werd er eens per week door enkele belangrijke illegale organisaties een werkbespreking gehouden. Op een van deze besprekingen, waarbij vertegenwoordigers van de OD, de LKP, de RVV het Nationaal Comité en het Nationaal Steun Fonds aanwezig waren, zette Ausems de richtlijnen van Gerbrandy uiteen. Hij vond echter geen gehoor bij het aanwezige gezelschap. Men wist dat Ausems enkele uren in Duitse handen was geweest. Ondanks het feit dat men hem vertrouwde wilde men toch in elk geval het document met eigen ogen zien.

### Jan Faber en Herman Leus
Een volgende koppel agenten werd in de vroege morgen van 11 april 1944 boven bezet gebied, in de omgeving van Tiel, geparachuteerd. Het waren de agenten Jan Faber (codenaam: Frank) en Herman Leus (codenaam: Gerard). De agent Faber volgde Steen op als verbindingsman tussen het BI en de RVV en de daarmee samenwerkende illegale organisaties. Faber had een tweede versie van de op microfoto gezette 19 punten voor de illegaliteit meegenomen. Door het wegvallen van de Zendgroep Barbara moest Faber een nieuwe zendgroep oprichten. De Radiodienst van de RVV leverde hiervoor de lokale marconisten. De marconisten kwamen onder de leiding van de organisatoren Faber en Ausems te staan en werden door hen geïnstrueerd.

### Jan de Bloois en Otto Martin Wiedemann
Jan de Bloois (codenaam: Krankzinnige Mier) werd in de nacht van 7 op 8 mei 1944 ten zuiden van Breda, in de omgeving van Rijsbergen, geparachuteerd. Hij had radiosets en zendplannen voor de zendgroep BI-Radiodienst meegenomen. De Bloois had de opdracht om als verbindingsman en codist op te treden tussen de Zendgroep BI-Radiodienst en het BI in Londen. Indien nodig moest hij bij de spionagegroep Albrecht invallen als radiotelegrafist. De Bloois had microfoto's bij zich en een nieuw exemplaar van de 19 punten van Gerbrandy. Een eigen zendcontact met Londen kreeg de Radiodienst pas toen De Bloois met een nieuwe zender was gearriveerd. Daar kwam een tweede zender bij toen de in bezet gebied aanwezige agent Otto Martin Wiedemann (codenaam: Webster) van het BI toestemming kreeg om ten behoeve van de Radiodienst te gaan zenden. Wiedemann was op 20 september 1943 boven Middenmeer (Wieringermeer) geparachuteerd. Op 18 juli 1944 werd hij door de SD gearresteerd. Na de bevrijding keerde hij bij het BI in Eindhoven terug.
De agenten Adriaansen, Van Loon en De Bloois bouwden in samenwerking met lokale marconisten van de Radiodienst een hechte zendgroep op. Op 14 juli 1944 werd de zender van Adriaansen in Hoeven uitgepeild. Adriaansen werd gearresteerd en op 5 september 1944 op de fusilladeplaats bij Kamp Vught gefusilleerd. Als gevolg van de arrestaties in Hoeven zagen Van Loon en De Bloois zich genoodzaakt om zich tijdelijk in veiligheid te stellen. Na de bevrijding van Breda op 29 oktober 1944 nam Van Loon de draad weer op en hij meldde zich bij de staf van het BI in Eindhoven. De Bloois werd op 31 december 1944 door de SD gearresteerd. Bij een poging tot ontvluchten werd hij gedood.

## Opbouw en groei van de Radiodienst van de RVV
Alle zenders van de Radiodienst hadden een naam. De beginletters van de zenders verwezen naar de zendlocaties. In mei 1944 werd het eerste contact gelegd tussen de centrumzender Uil. Aanvankelijk was de zender gestationeerd in Nederlangbroek later in enkele andere plaatsen in de provincie Utrecht. Vervolgens werd de zender Ekster te Eindhoven operationeel. Eind mei 1944 was de situatie zo dat de Radiodienst drie zendkanalen naar het BI in Londen had, terwijl er via het binnenlandse zendernet verbinding bestond met drie of vier steden. In augustus 1944 werden de zenders Arend in Amsterdam, Roek in Rotterdam en Grutto in Den Haag operationeel. Met inbegrip van Utrecht en Eindhoven waren er vanaf dat moment in vijf plaatsen of regio’s onder een codenaam vier of vijf radiogroepen gestationeerd. Vanaf augustus 1944 werden deze zendlocaties onderling verbonden door vaste koerierslijnen. Als radiotelegrafisten traden meestal marconisten van de KLM en de Koninklijke Rotterdamsche Lloyd op. De radiotelegrafisten van het BI hadden met de bediening van de lokale radiozendontvangers niets te maken.
Na de bevrijding van Eindhoven op 19 september 1944 gaven de zenders van de Radiodienst in bezet gebied al hun berichten door aan de zender Ekster in Eindhoven. Eindelijk had de doorzetter Jan Thijssen na alle formidabele tegenslagen, die hem in de tweede helft van 1943 getroffen hadden zijn doel bereikt. De Radiodienst van de RVV was gereed en Thijssen kon zijn Radiodienst laten functioneren als hulporgaan voor de gehele illegaliteit. De Radiodienst van de RVV zou uitgroeien tot een illegale organisatie met de beste radiografische verbindingen in bezet Nederland. De grote activiteit die de radiotelegrafisten aan de dag legden had ook een keerzijde. Herhaaldelijk werden er zenders van de Radiodienst uitgepeild. Op deze manier hebben vele medewerkers van de Radiodienst hun leven verloren. Doorgaans slaagde de Radiodienst er niettemin in het weggevaagde zendcontact binnen geen tijd opnieuw tot stand te brengen.

### De Rotterdamse zendafdeling van de Radiodienst
De voorbereidingen voor de totstandkoming van de Radiodienst Rotterdam begonnen in maart 1944. Echter door allerlei praktische en technische problemen duurde het tot eind juli 1944 eer de Radiodienst Rotterdam met zijn binnenlandse zender Roek in de lucht was. Met name het vinden van geschikte locaties voor de seinposten was een groot probleem. De aanzet voor de vorming van zowel een afdeling van de Radiodienst als een RVV-brigade in Rotterdam kwam van Eduard H.M. Hoogeweegen (1905-1975). Hij was directeur van de Rotterdamse distilleerderij Hulstkamp & Zoon en Molijn en hij was woonachtig in Maarn. In maart 1944 verzocht Hoogeweegen de Rotterdamse reder Theodorus Adrianus Willem Ruys (1904-1989) om de organisatie van de Radiodienst in Rotterdam op zich te nemen. Ruys was directeur van de Koninklijke Rotterdamsche Lloyd. Ruys stemde toe en hij werd commandant van de Radiodienst Rotterdam. Een aantal marconisten van de Koninklijke Rotterdamsche Lloyd volgden het voorbeeld van hun baas en werden als lokale radiotelegrafist bij de Radiodienst ingezet. Tezelfdertijd kreeg de Radiodienst Rotterdam van de agent Otto Martin Wiedemann een zender met codes en dergelijke die radiografisch contact met Londen mogelijk maakte.

### Veiligheidsmaatregelen bij het zenden
Bij het verzenden van de berichten werden door de medewerkers van de Radiodienst de nodige maatregelen getroffen om de veiligheid van de medewerkers te waarborgen en zodoende de kans op ontdekking of uitpeiling van de zender te verkleinen. De locatie van waaruit werd uitgezonden was alleen bekend bij de koerier(ster) en de radiotechnicus. De koerier(ster) zorgde ervoor dat de zendontvanger op de zendlocatie werd afgeleverd. De technicus installeerde de zender en de antenne. Tijdens het zenden bleef de technicus in de buurt. De marconist kreeg het bericht dat hij op een bepaald moment op een bepaalde locatie aanwezig moest zijn. Tijdens de uitzending fietste er medewerkers van de Radiodienst in de buurt van de boerderij of van het huizenblok van waaruit de uitzending plaatsvond. In het geval dat er een Duitse peilauto in zicht kwam werden de medewerkers, die in het pand werkzaam waren, gewaarschuwd. Als de marconist zijn uitzending had beëindigd verliet hij het pand. De koerier(ster) zorgde voor de afvoer van de zendontvanger.
De zendlocaties waren zodanig gekozen dat het meestal boerderijen in het open veld waren, zodat men de Duitse peilwagens van grote afstand aan zag komen rijden. Bij voorkeur werd er niet vanuit een huis in een grote stad uitgezonden. Hoewel het in Rotterdam en Amsterdam bij gebrek aan een betere locatie weleens gebeurde. De kring Maarn lag verspreid over een aantal boerderijen in het buitengebied. De kring Hilversum was ondergebracht in boerderijen in de Eempolder. Voor de zendcode maakte de codeofficieren gebruik van een gedicht of een liedje van Percy Bysshe Shelley. De code is nooit gebroken. Uit veiligheidsoverwegingen kenden de marconisten de code niet. Vervolgens werd het bericht door een koerier(ster) bij een marconist afgeleverd.

### Ben Buunk en George Fans Hooijer
In de nacht van 5 op 6 juli 1944 werden Ben Buunk (codenaam: Fopkonijn) en George Frans Hooijer (codenaam: Lijsterbes) door het BI boven Laren in de provincie Gelderland geparachuteerd. Buunk had de opdracht om met Ausems samen te gaan werken als radiotelegrafist en codist. Hooijer had de opdracht een verbinding tot stand brengen met het toekomstige College van Vertrouwensmannen en de Nederlandse regering in Londen. Dankzij de leider van de spionagegroep Dienst Wim, de latere secretaris van het College, mr. Jaap Le Poole was Hooijer spoedig geïnstalleerd en kon hij in recordtijd zijn telegrammen naar Londen verzenden. Door de opdracht van Hooijer kreeg Ausems de handen voor een groot deel vrij en kon hij zich voor de toekomst samen met zijn collega Buunk hoofdzakelijk op de Radiodienst en de Radio-inlichtingendienst toeleggen. Op 1 december 1944 werd Hooijer door de SD gearresteerd. Op 12 maart 1945 werd hij  als represaille op de Pleinweg te Rotterdam gefusilleerd. In dezelfde nacht dat het koppel Buunk en Hooijer boven bezet gebied werd geparachuteerd, landden in Epe drie agenten van het Bureau Bijzondere Opdrachten. Het waren de agenten Leonard George Louk Mulholland en Bert De Goede, samen met hun radiotelegrafist Arie van Duyn. Eind augustus 1944 ging Mulholland (codenaam: Rodex) met het Operatiecentrum van Jan Thijssen samenwerken. De Goede en Van Duyn verzorgden de verbinding tussen het BBO en de Landelijke Knokploegen.

### De Radio-inlichtingendienst van de RVV
Vanaf de aankomst van Ben Buunk hielden Ausems en Buunk zich voornamelijk bezig met de opbouw van een Radio-inlichtingendienst. Volgens de instructies van Thijssen van 13 september 1944 formeerde Eduard H.M. Hoogeweegen de RVV-Rotterdam tot een brigade. Aan de staf van de brigade werd binnen enkele dagen een inlichtingendienst verbonden. Deze werd bemand met H. Hoogeweegen en J. Schoenmaeckers. De twee kregen de schuilnamen Snip en Snap. Dit duo werd tot eind september 1944 bijgestaan door de agent Ben Buunk. De Radiodienst Rotterdam ontwikkelde zich tot een zeer belangrijke zendafdeling. Via deze afdeling werden bijna vijfhonderd telegrafische berichten verzonden en ontvangen. De berichten hadden onder meer betrekking op de sabotageobjecten en wapendroppings. Het belang van de Radiodienst Rotterdam kwam vooral voort uit het strategische gewicht van de stad Rotterdam en haar omgeving.
De medewerkers van de inlichtingendienst concentreerde zich vooral op de havens. Hierbij ging de aandacht uit naar de posities van afgezonken blokkadeschepen en andere versperringen in en om de havens en de Nieuwe Waterweg. Ook ging hun aandacht uit naar afgemeerde blokkadeschepen, binnenvaartschepen en hun lading. Ze hielden de activiteiten op de werven en de posities van het Duits geschut en de versterkingen nauwlettend in de gaten. Objecten die door de vijand van springladingen waren voorzien en vernielingen die door hem waren aangericht aan kades, installaties en dergelijke werden in kaart gebracht. Alle verzamelde gegevens werden verwerkt in rapporten. De rapporten werden gecodeerd en vervolgens werden deze gecodeerde berichten bijna dagelijks door de marconisten die Buunk en Mulholland ondersteunden naar het BI of het BBO in Londen geseind.

### Verbindingsmiddelen
De zendontvanger waarvan de radiotelegrafisten van het BI en het BBO bij hun berichtenwisseling met Londen gebruik maakten waren van een verschillend type. De agenten van het BI gebruikten veelal de Kofferset A MK III (Marconi) terwijl de agenten van het BBO de Kofferset 3 MK II gebruikten. De beide typen zendontvangers waren niet veel groter dan een schrijfmachinekoffertje. Ze waren niet schokbestendig en raakten bij de landing menigmaal defect. Gezonden en ontvangen werd met gebruikmaking van een kristal. Het kristal bepaalde de golflengte. De meeste radiotelegrafisten hadden meer dan een kristal bij zich zodat zij van golflengte konden wisselen. De agenten van het BBO gebruikten zendontvangers waarin vier of vijf kristallen ingebouwd waren zodat de radiotelegrafist tijdens het zenden telkens, na een bepaald teken gegeven te hebben, van golflengte kon veranderen. De agenten van het BI hadden de keuze tussen twee golflengten. Ze hadden twee kristallen voor de 40-meter band en twee voor de 80-meter band. Tijdens de uitzending was het niet mogelijk om van golflengte te veranderen.
Het radiocontact met Londen onderhielden de radiotelegrafisten via de operator van een vliegtuig van de Royal Air Force (RAF) dat boven de Biesbosch, de Noordzee en later ook boven het zuiden van Nederland cirkelde. De berichten werden verzonden volgens een meegenomen schema of volgens telegrafische afspraak. Van tevoren werd door Londen afgesproken op welk tijdstip het vliegtuig van de RAF in de lucht was. De radiotelegrafisten moesten tijdens het verzenden van hun berichten de grootste voorzichtigheid in acht nemen. Dat was de enige garantie om de oorlog te overleven. Het was hen bekend dat de Duitse Funkmesstruppe en de Abwehr meeluisterden. De agenten liepen alleen tijdens het zenden gevaar. Als de zender in de lucht was kon deze zender worden uitgepeild. Door het grote aanbod van militaire inlichtingen en berichten, die belangrijk waren en verzonden dienden te worden, diende de agent prioriteiten te stellen. Het hield onherroepelijk in dat men soms grotere risico’s moest nemen dan voor een agent wenselijk was.
Wegens de kans op uitpeilen was het wenselijk dat de radiotelegrafisten slechts vrij korte tijd uitzonden. Hen was dan ook voorgeschreven, nooit langer dan twintig minuten in de lucht te blijven. Bijna geen enkele radiotelegrafist kreeg het voor elkaar om zich aan dat voorschrift te houden. De radiotelegrafist was vaak al tien minuten kwijt, voor hij er door een inleidende wisseling van seinen zeker van was, dat hij goed ontvangen werd. Pas nadien begon hij aan het doorgeven van de in code gereedliggende telegrammen. Om een behoorlijke correspondentie te verwerken was een paar keer drie kwartier in de week net voldoende. Als de agent veel belangrijke berichten moest verzenden was hij dus uren aan het zenden. Door kleine storingen in het zendverkeer kwamen er voorts in de telegrammen vaak fouten voor. Had de radiotelegrafist in zo’n periode geen verbinding kunnen maken dan had hij er, wanneer hij wel verbinding kreeg, als regel weer talrijke telegrammen bij gekregen.

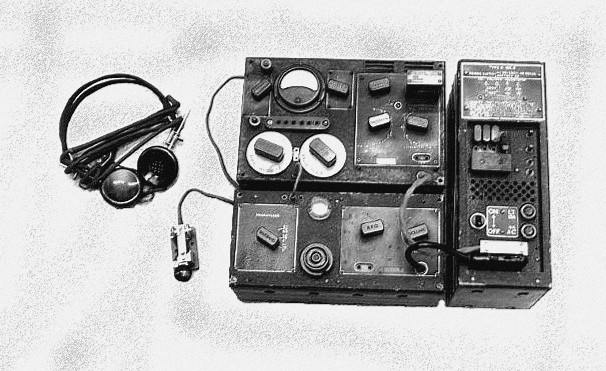
Kofferset 3 MK II, een zend ontvanger in gebruik bij de agenten van het Bureau Bijzondere Opdrachten tijdens de Tweede Wereldoorlog

Om berichten te kunnen verzenden maakte de agent gebruik van een zendplan waarop een codeerlijst stond afgedrukt. Met behulp van het zendplan werden de codeberichten gecodeerd of gedecodeerd. Dat codeerplan werd aangeleverd op een wit stukje zijde. In het vakjargon heette dat "een zijtje". Het voordeel van een zijtje was dat het gemakkelijk in een kledingstuk genaaid kon worden. Bijvoorbeeld in een sjaal of de voering van een jas. In Engeland was tegen de agenten van het Bureau Inlichtingen tijdens hun opleiding verteld dat hun zenders niet konden worden uitgepeild, vandaar dat ze weleens berichten verzonden vanuit hun schuiladres. Toen er zenders werden uitgepeild kwamen ze er snel achter dat ze in Engeland verkeerd waren geïnstrueerd.

### Het radiocontact met de geallieerde inlichtingendiensten
Het radiocontact met Londen onderhielden de agenten van het BI en het BBO via de operator van een vliegtuig van de Royal Airforce. Na de bevrijding van Eindhoven op 19 september 1944 werd het BI gesplitst. Een deel van de staf bleef in Londen het andere deel werd verplaatst naar Eindhoven. Het hoofd van het BI, de inmiddels tot majoor bevorderde dr. Jan Marginus Somer, nam met een gedeelte van zijn staf zijn intrek in het Van Abbemuseum. Zodoende werden de contacten met Prins Bernhard, het Militair Gezag en de OD geïntensiveerd. Zowel in Londen als in Eindhoven had het BI directe verbindingen met diverse geallieerde militaire inlichtingeninstanties. Die verbindingen boden de waarborg dat de uit bezet gebied binnenkomende berichten, per radio en in de vorm van rapporten, een tijd lang ook per telefoon, onmiddellijk ter bestemde plaatse belandden. De gegevens die bij het BI in Eindhoven binnen kwamen werden zo snel mogelijk, door gemotoriseerde militaire koeriers, regelrecht naar de staf van het Britse 2e Leger in Brussel gebracht. De Secret Intelligence Service (SIS) van het Canadese 1e Leger, die bij het BI in Eindhoven was gehuisvest, verwerkte zelf de militaire berichten. De uit Utrecht telefonisch overgebrachte inlichtingen waren vooral belangrijk voor het uitschakelen van het Duitse militaire spoorwegvervoer. Van midden september 1944 tot midden oktober 1944 werden ongeveer zestig treinen van de Wehrmacht door jagers en jagerbommenwerpers van de Second Tactical Air Force met succes aangevallen.

### Het radiocontact met het binnenlandse zendernet
Het BI in Eindhoven maakte gebruik van de oude radioverbindingen van de OD in Eindhoven. Het BI was evenzo in staat om vanuit Eindhoven een verbinding te onderhouden via het binnenlandse zendernet van de RVV. Een bijzondere situatie deed zich voor, toen het BI de radiopost van Gewest 18 van de OD, het district Eindhoven, bij de bevrijding van Eindhoven overnam. In eerste aanleg weigerde jhr. Pieter Jacob Six, de chef staf van de OD, de controle over dat station af te geven. Hij wilde de radiopost alleen voor het berichtenverkeer ten behoeve van de OD gebruiken. Aan deze eis kon het BI uiteraard niet voldoen. Uiteindelijk werd een compromisoplossing gevonden. Afgesproken werd dat het BI de controle over de radioverbinding met Amsterdam zou krijgen en de OD over de radioverbindingen vanuit Amsterdam met de radiostations in bezet gebied. Deze competentiestrijd over het beheer van de radioverbindingen maakte duidelijk dat Six niet van plan was zich aan de nieuwe situatie aan te passen. Indien het BI met de eis van de OD had ingestemd, zou er ongetwijfeld door de Britse legerleiding zijn ingegrepen. De Britten waren uit veiligheidsoverwegingen toch al niet erg gelukkig met allerlei ongecontroleerde radio- en telefoonverbindingen vanuit het bevrijde naar het bezette gebied.

## Het Operatiecentrum van de RVV
Voor de sabotageacties werd op 25 augustus 1944 door de Topleiding van de Landelijke Knokploegen Jan van Bijnen tot landelijk sabotagecommandant benoemd. In dezelfde periode kreeg Jan Thijssen bij besluit van de Raad eenzelfde positie ten aanzien van de RVV-groepen. Thijssen kon nu de RVV-groepen zonder overleg met de Raad bevelen geven. Het Operatiecentrum van de RVV trad daarmee in werking en Thijssen werd de operationele commandant van de RVV. Vanaf de oprichting van het Operatiecentrum was er een soort personele unie tot stand gekomen tussen de RVV en de Radiodienst. Beide organisaties werden geleid door Thijssen. Bovendien had Thijssen het Operatiecentrum bemand met kopstukken uit zijn Radiodienst. De leiding bestond uit Thijssen zelf, Willem Johan van Hoorn Alkema en Eduard H.M. Hoogeweegen. In het Operatiecentrum werden de leiding van de RVV-verzetsgroepen, de Radiodienst en de Radio-inlichtingendienst verenigd. Bij de RVV verwachtte men dat Rotterdam een cruciale rol zou kunnen gaan spelen in de laatste fase van de oorlog. Men rekende erop dat de geallieerden via de Nieuwe Waterweg Nederland binnen zouden trekken. Vandaar dat Thijssen eind augustus 1944 zijn Operatiecentrum naar Rotterdam verplaatste. Twee leden van het Operatiecentrum, Jan Thijssen en Eduard H.M. Hoogeweegen doken in Rotterdam onder. Willem Johan van Hoorn Alkema bleef in Maarn achter. De officiële zetel van de Raad bleef in Amsterdam gevestigd.
Jan Thijssen verstond de kunst om mensen te enthousiasmeren en aan zich te binden.Veelal omringde hij zich met mensen die hoog waren opgeleid, in het bedrijfsleven hun sporen hadden verdiend, en maatschappelijk waren geslaagd. Misschien niet geheel toevallig hadden deze mensen de beschikking over een netwerk van gelijkgestemden. De meeste van deze geestverwanten bekleedde in de maatschappij leidinggevende functies, dus waren zij uitermate geschikt om binnen de topstructuur van de RVV en de Radiodienst te functioneren. Thijssen bestuurde zijn verzetsorganisatie en zijn radiodienst op afstand en op hoofdlijnen. Zijn staffunctionarissen genoten bij hem een groot vertrouwen. Hij delegeerde aan hen veel taken en bevoegdheden en liet ze over het algemeen zelfstandig opereren. De tomeloze inzet en de verzetsmentaliteit die Thijssen aan de dag legde werkte bij deze mensen inspirerend en zette hen aan tot grote daden.

### Oprichting van de Binnenlandse Strijdkrachten
Op 3 september 1944 zond Radio Oranje namens Koningin Wilhelmina de mededeling uit dat ze Prins Bernhard had benoemd tot Bevelhebber der Nederlandse Strijdkrachten en dat Prins Bernhard, onder het bevel van generaal Dwight D. Eisenhower, hierbij de leiding van het gewapend verzet op zich had genomen. Doordat Thijssen en Frank van Bijnen, Six en het hogere kader van de OD wantrouwden kwam de samensmelting van de OD, LKP en RVV moeizaam van de grond. In de laatste week van oktober 1944 kwam de vorming van de Binnenlandse Strijdkrachten in een stroomversnelling. Prins Bernhard gaf opdracht tot opheffing van de OD, LKP en RVV en hij benoemde de kolonel Henri Koot (1883-1959) tot commandant van de BS. De BS werden ingedeeld in zes rayons. De rayons waren: Overijssel, de Achterhoek, centrum Utrecht, de Veluwe, de Betuwe en de provincie Utrecht. Ten behoeve van het optreden van de BS trok de kolonel Koot de Operatiecentra van Jan Thijssen en van Jan van Bijnen bij zijn Staf. Ten slotte bepaalde Koot dat de afwerpterreinen van de OD, LKP, en RVV voortaan ter beschikking zouden staan van de rayoncommandanten van de BS.
Toen het kolonel Koot duidelijk was dat van Jan Thijssen geen loyale medewerking te verwachten was zette hij deze op 1 november 1944 af en hij gelastte hem met onmiddellijke inwerkingtreding van dit bevel het commando over het Operatiecentrum van de RVV en over de daaronder ressorterende brigades neer te leggen. Ook de leiding van de Radiodienst diende Thijssen onmiddellijk aan een door kolonel Koot benoemde waarnemer over te dragen. Thijssen bleef onverzettelijk. Hij benoemde de communist Gerben Wagenaar tot zijn opvolger bij de RVV. Met de door kolonel Koot benoemde waarnemer voor de Radiodienst wilde Thijssen niets te maken hebben. Hij weigerde het commando over zijn binnenlands zendernet over te dragen. Thijssen zag de Radiodienst als zijn eigen creatie en volgens hem maakte het zendernet formeel geen deel uit van de RVV.

## Inrichting van seinposten ten noorden van de IJssellinie
Om tijdens de Operatie Market Garden de Duitse troepen in hun bewegingen te belemmeren werd op 17 september 1944 door de Nederlandse regering in Londen de Spoorwegstaking van 1944 afgekondigd. De machinisten van de Nederlandse Spoorwegen doken onder en de treinen stonden stil. Een nadeel van dit machtsmiddel was dat niet alleen de mobiliteit van de Duitsers maar ook de mobiliteit van het verzet werd aangetast. Door de staking en de verscherpte Duitse controles waren goede en regelmatige koeriersdiensten tussen het westen en het noordoosten van bezet Nederland vrijwel onmogelijk geworden. De grootste zorg van de bewoners van de afgesneden westelijke provincies was om zich zelf op de been te houden. De meeste fietsende koeriers en koeriersters hadden hun transportmiddel hard nodig om op het platteland wat voedsel bijeen te scharrelen. Niettemin bereikten er toch heel wat spionageberichten en wapentransporten hun bestemming. Teneinde de risico’s van de agenten en hun medewerkers te verkleinen besloot het Bureau Inlichtingen seinposten achter de IJssellinie te laten inrichten. Evenzo werden door het BI nieuwe agenten boven het noorden en het noordoosten van het land geparachuteerd en kregen de agenten die in bezet gebied werkzaam waren, opdracht om zich naar het noordoosten van het land te verplaatsen.

### Zendgroep Oost en Inlichtingen Centrum Oost
Na oorspronkelijk eerst in de Biesbosch, Dussen, het Gooi, Rotterdam en andere plaatsen in de provincies Zuid-Holland en Utrecht werkzaam te zijn geweest, verplaatste de agent Ben Buunk, eind september 1944, zijn seinpost met de hulp van zijn collega Karel Christiaan Mooiweer (codenaam: Kikkerdril) naar Vroomshoop in Overijssel. Hiermee werd de basis gelegd voor de Zendgroep Oost van de Radiodienst.
Reeds in juni 1944 had kapitein Albert Ferdinand Lancker, leider van de RVV-brigade Twente, van Jan Thijssen de mededeling gekregen dat D.Eskes, een van de leidende figuren binnen de Radiodienst, met hem contact zou opnemen over het tot stand brengen van een estafetteverbinding Veluwe-Twente, in aansluiting op de lijn Veluwe-Centrum. Vanaf dat moment werden er door Lancker en Eskes radiotechnici ingezet en maatregelen getroffen om in Twente een zendgroep op te richten.
De komst van de agenten Buunk en Mooiweer duidde erop dat de Twentse RVV-brigade hoofdzakelijk spionage ging bedrijven. Bij zijn aankomst in Overijssel werd Buunk door de bemiddeling van kapitein Lancker in Vroomshoop bij de huisarts Oskam ondergebracht. Oskam was de huisarts van Frits Hazelhoff uit Den Ham (Overijssel). Hazelhoff was de leider van de RVV-groep in Vroomshoop. Buunk ging vanaf zijn aankomst in Twente nauw met Hazelhoff en de medewerkers van zijn groep samenwerken. Samen met Nico Bergsteijn, een medewerker van de RVV-brigade Twente, organiseerde Buunk het Inlichtingen Centrum Oost. Vanaf dat moment werden er door deze groep militaire inlichtingen verzameld die voor de geallieerde inlichtingendiensten van belang waren. De berichten werden gecodeerd en door de marconisten van de Zendgroep Oost doorgeseind.

### Samenwerking met de radiotelegrafisten van de zusterorganisaties
In de nacht van 28 op 29 augustus 1944 liet het Bureau Bijzondere Opdrachten ten behoeve van de RVV-brigade Twente een drietal agenten bij Voorthuizen op de Veluwe parachuteren. Het waren de agenten Jaap Hinderink, Joop Luykenaar, samen met hun radiotelegrafist Jaap Beekman (codenaam: Maurits). De voornaamste taak van deze agenten was de verbinding te onderhouden tussen de verzetsgroepen en de militaire autoriteiten in Londen. Daarnaast dienden ze het verzet te bundelen en de leden van de verzetsgroepen wapeninstructie te geven. De radiotelegrafist Jaap Beekman verzorgde voor de kapitein Albert Ferdinand Lancker, de leider van de RVV-brigade Twente, het zendcontact met Londen. Het hoofdkwartier van de RVV-brigade was ondergebracht in een boerderij in de omgeving van Hellendoorn. Ook Beekman kreeg in deze omgeving een schuiladres.
Bij de staf van de RVV-brigade Twente werkte Buunk samen met de radiotelegrafisten Jaap Beekman en de Brit John Patrick Austin (codenaam: Bunny). Deze laatste maakte deel uit van een Jedburgh-team. Hij had een schuiladres in Daarle. Het Jedburgh-team bestond verder uit de Amerikaanse majoor John Malcolm Olmsted en de Nederlandse majoor Henk Brinkgreve (codenaam: Dudley), en was in de nacht van 11 op 12 september 1944 op het afwerpterrein Evert bij de Piksen geland. De voornaamste taak van het team was de verbinding te onderhouden tussen de verzetsgroepen in Twente en het aangrenzende Salland en de militaire autoriteiten in Londen. De hoofdtaak van was het verzet in Twente te bundelen en de samenwerking tussen de leiding van de Twentse RVV-brigade en de Twentse Knokploegen te optimaliseren. De Amerikaan Olmsted was agent van het Office of Strategic Services (OSS). Hij hield zich hoofdzakelijk bezig met spionage en het verzamelen van militaire inlichtingen.
De Zendgroep Oost, het Inlichtingen centrum Oost en de agent Ben Buunk werkten nauw samen met de leden van de staf van de RVV-brigade. Begin november 1944 kreeg Buunk zijn handen vol aan de opvang en de begeleiding van een Special Air Service (SAS) detachement. De groep bestond uit vijf Belgische militairen en een Nederlander, en stond onder commando van de Belgische luitenant Emile Debefve (codenaam: Macbeff). De groep was in het kader van de Operatie Market Garden op dinsdag 26 september 1944 bij het Drentse Orvelte afgeworpen. Door het mislukken van de Operatie Market Garden moest hun guerrillaopdracht worden geannuleerd. De SAS eenheid werkte een aantal weken samen met Frits Hazelhoff, de leider van de RVV-groep Vroomshoop.Vanaf 15 november 1944 zond de radiotelegrafist van de SAS eenheid drie weken lang de berichten die zij van Buunk ontvingen door naar de militaire autoriteiten in Londen en Eindhoven. De leden van de SAS eenheid zaten ondergedoken in Vroomshoop en Bruinehaar.

### Samenwerking met de geallieerde troepen
De reguliere geallieerde troepen waren zeer oppervlakkig geïnformeerd over het verzet en de mogelijke samenwerking daarmee. Gecoördineerde samenwerking met het gewapende verzet was vrijwel onmogelijk omdat daar binnen het militaire bevelvoering- en besluitvormingsproces geen ruimte voor was. Incidentele samenwerking op plaatselijk niveau werd bovendien door de taalverschillen ernstig bemoeilijkt. Dat was anders bij de speciale eenheden zoals Special Air Service (SAS) eenheden en de Jedburgh-teams. Het doel van deze kleine specialistische eenheden was voor de eigen frontlijn verkennings- en sabotageopdrachten uit te voeren. Zij beschikten over speciale verbindingen met het achterland en zochten bewust contact met het plaatselijk verzet. De inzet van deze eenheden en hun samenwerking met het gewapende verzet in West-Europa waren mogelijk gemaakt door op 10 januari 1944 in Engeland een speciaal bevelvoeringorgaan op te richten. De naam van dit orgaan was de Supreme Headquarters Allied Expeditionary Force (SHAEF). De SHAEF had tot op legerniveau eigen stafofficieren en moest de activiteiten van het Special Operations Executive (SOE) en het Office of Strategic Services (OSS) in de militaire operaties gestalte geven. Het Bureau Bijzondere Opdrachten werkte nauw samen met het SOE terwijl het Bureau Inlichtingen nauw samenwerkte met de Engelse Secret Intelligence Service (SIS). Illustratief voor de wijze waarop de SHAEF met het Nederlandse verzet samenwerkte was de inzet van SAS-eenheden.
In de samenwerking met de leden van de SAS-eenheden en de Jedburgh-teams schuilde voor de agenten van het BI, het BBO en de leden van de verzetsgroepen een groot gevaar. De mensen die deel uitmaakten van de SAS en Jedburgh-eenheden waren veelal commando’s die gevechtskleding droegen. Ze spraken meestal geen woord Nederlands. Een gevolg was dat hun aanwezigheid, in het gebied waarin zij hun operaties uitvoerden, voor de bevolking en de bezetter niet onopgemerkt bleef. Hun optreden in vijandelijk gebied had soms grote gevolgen voor het functioneren van de agenten van het BI en het BBO. Deze agenten gaven er de voorkeur aan om in het geheim en zo onopvallend mogelijk hun werk te doen.

## Arrestaties
Op 8 november 1944 werd Jan Thijssen samen met D.Eskes, een van de leidende figuren binnen de Radiodienst, door de SD gearresteerd. Thijssen werd overgebracht naar de gevangenis in Zwolle. Eskes werd overgebracht naar een spitterskamp in Zevenaar. Thijssen werd op 8 maart 1945 samen met nog honderd zestien mensen bij de Woeste Hoeve gefusilleerd. Gelukkig had Thijssen bij de Radiodienst bekwame medewerkers aangetrokken. Zij waren uitstekend in staat om het werk van de Radiodienst tijdens de gedwongen afwezigheid van Thijssen voort te zetten. Na de arrestatie van Thijssen en Eskes werd F.van der Laaken de nieuwe chef van de Radiodienst. De eerste klap die Van der Laaken moest incasseren was de arrestatie van de agent Leonard George Louk Mulholland. Deze agent van het BBO was bij de grote Rotterdamse razzia van 10 en 11 november 1944 door de SD opgepakt. Ook in Overijssel werd het er niet veiliger op. John Patrick Austin, de telegrafist van het Jedburgh-team, moest zich als de Duitsers hem op de hielen zaten van het ene schuiladres naar het andere verplaatsen. In korte tijd had hij schuiladressen in de omgeving van Daarle, Schoonheten, Heeten en de Luttenberg. Tijdens een huiszoeking in de Luttenberg werd Austin op 18 november 1944 op zijn schuiladres door de SD gearresteerd. Austin werd overgebracht naar het Huis van Bewaring in Zwolle en hij werd op 4 april 1945 in Hattem gefusilleerd.
Op 20 november 1944 ontsnapte D.Eskes door middel van een gecombineerde bevrijdingsactie tussen de LKP en de RVV uit het spitterkamp te Zevenaar. Hij begaf zich naar het dichtstbijzijnde contactadres van de RVV te Olst op het landgoed De Haere. Op het contactadres ontmoette Eskes een medewerker van de Radiodienst. Deze was organisatieofficier bij de RVV en hij had de huisvesting van ongeveer tien leden van de Radiodienst, die voor de Zendgroep Oost zouden gaan werken, voorbereid. De vaste standplaats van de leden van de Zendgroep Oost zou De Krim (Hardenberg) worden. Eskes nam de draad weer op en hij sloot zich bij het gezelschap aan.
Na de terugkomst van Eskes werd de Radiodienst gereorganiseerd. F.van der Laaken werd commandant van de Radiodienst in het westen. Eskes werd commandant in het oosten en hij werd tevens waarnemend hoofd van de Radiodienst. Vanaf dat moment ging de Radiodienst optreden als doorzendstation tussen de staf van de BS en het BI te Eindhoven. Verder kreeg de Radiodienst als zelfstandig inlichtingenorgaan in ieder rayon een contact met de Rayon commandant van de BS. Op 7 december 1944 liet Eskes de agent Beekman een telegram aan het BI in Eindhoven zenden. In het telegram verzocht hij om hem te willen erkennen als waarnemend commandant van de Radiodienst om gedurende de afwezigheid van Thijssen de voortgang van de dienst te kunnen waarborgen. Vanaf het moment dat Eskes de leiding van de Radiodienst op zich had genomen gaf hij opdracht om overtollige radio zend ontvangers vanuit het bevrijde zuiden en vanuit het westen van het land over te laten brengen naar het oosten van het land.
In het operatiegebied van de RVV-brigade Twente, de Zendgroep Oost en het Inlichtingencentrum Oost werd door de aanvoer van Duitse troepen en de daarmee gepaard gaande troepenverplaatsingen de situatie steeds onveiliger. Op een later moment zou uit de verzamelde militaire inlichtingen blijken dat het ging om de inrichting door de SS-Werfer-Abteilung 500 van een lanceerbasis van V2 raketten in het Eelerbergbos, op ongeveer vier kilometer ten noordwesten van Hellendoorn. Op de basis waren vierhonderd manschappen werkzaam. In de periode van 13 november 1944 tot 28 maart 1945 was de basis operationeel, met uitzondering van de periode tussen 30 december 1944 en 8 maart 1945. In totaal werden vanaf de basis honderdzesentwintig raketten gelanceerd. Deze hadden de bestemming Antwerpen en de brug op het Duitse Remagen. Een raket die crashte kwam neer in de nabijheid van het dorp de Luttenberg. Door de explosie kwamen diverse burgers om.
Toen de situatie in het operatiegebied van de RVV-brigade alsmaar dreigender werd stelde Eskes, het waarnemend hoofd van de Radiodienst, zich in verbinding met de radiotelegrafist Jaap Beekman. Eskes wilde technische informatie verkrijgen over het gebruik van de zendontvanger en de grondbeginselen van het seinen in morse. John Patrick Austin de radiotelegrafist van het Jedburgh-team was reeds in handen van de Duitsers gevallen. In het geval dat Beekman iets zou overkomen kon Eskes de zender overnemen en het zendcontact met Londen en Eindhoven blijven onderhouden.

## De agenten voor de Radiodienst
Door het Bureau Inlichtingen werd als gevolg van de dreigende situatie in het oosten van bezet Nederland en de oprukkende geallieerde legers de focus gelegd op het gebied achter de IJssellinie. De op 8 augustus 1944 bij Doorn geparachuteerde agent Meint Adolf Smid (codenaam: Fluitketel) werd als radiotelegrafist achter de IJssellinie tewerkgesteld. Met hulp van de agent Martinus Adolph Cornelis Sutherland (codenaam: Lichtschip) die op 5 augustus 1944 in de buurt van Groot-Ammers was geparachuteerd kreeg Smid een zendplan, kristallen en een voor hem vreemde radio zend ontvanger. De zend ontvanger was afkomstig van het BBO. Het toestel moest in onderdelen per fiets naar Zwolle worden gesmokkeld. Een koerierster hielp Smid door de controles op de IJsselbrug (Zwolle). Smid richtte een seinpost in Heino in. Op 11 november 1944 werd Sutherland door de SD gearresteerd. Na de bevrijding kwam hij vrij.

### Frederik Johannes Hoogewooning en Karel Christiaan Mooiweer
Op 31 december 1944 werden de agenten Frederik Johannes Hoogewooning (codenaam: Lammetje) en Karel Christiaan Mooiweer (codenaam: Kikkerdril) in de omgeving van Zwammerdam geparachuteerd. Op 6 januari 1945 richtte de agent Hoogewoning een zendpost in voor de spionagegroep Albrecht. Op 27 februari 1945 werd zijn zender uitgepeild. Hij werd gevangengenomen en op 8 maart 1945 bij de Woeste Hoeve gefusilleerd.
Mooiweer, de agent die voor de tweede keer achter de vijandelijke linies was geparachuteerd, zag eind januari 1945 kans om kristallen en een nieuw zendplan per fiets door de Duitse controles achter de IJssellinie te smokkelen. Hij overhandigde de kristallen en het zendplan aan de agent Smid. Met een goedwerkende zendontvanger kon Smid zijn berichten naar Eindhoven doorgeven.

### Steun van het Bureau Bijzondere Opdrachten
In de nacht van 5 op 6 januari 1945 landde een nieuwe radiotelegrafist op het afwerpterrein Evert. Het was de agent Sjoerd Sjoerdsma (codenaam: Christiaan) van het BBO. Sjoerdsma werd vergezeld door zes containers vol uitrusting en andere zaken. Twee containers waren voor hemzelf. De vier andere containers waren voor de agent Ben Buunk en de leden van het SAS-detachement. Sjoerdsma had de opdracht om de majoor Henk Brinkgreve (codenaam: Dudley) van het Jedburgh-team te ondersteunen. Brinkgreve had na de arrestatie van zijn radiotelegrafist Austin geen direct zendcontact met Londen en hij moest zijn berichten verzenden via de agent Jaap Beekman en agenten van de spionagegroep Albrecht. Op 13 januari 1945 verzond de agent Sjoerdsma het eerste bericht voor Brinkgreve naar Londen. In het bericht legde hij uit onder welke moeilijke omstandigheden de medewerkers van het BS-rayon Twente moesten werken. Evenzo verzond hij een situatierapport over de situatie van de Duitse troepen. In het rapport maakte hij melding van de activiteiten op de Duitse V2 lanceerbasis in het Eelerbergbos. Sjoerdsma ging nieuwe afwerpterreinen verkennen om personeel en materieel te kunnen ontvangen. Sjoerdsma verzond gedurende de periode dat hij met Brinkgreve samenwerkte tweehonderdvijftig telegrammen. Deze bevatten allerlei informatie over stellingen, terreinen, gebouwen en raketopstellingen van de Duitsers.

## Een tweede golf van arrestaties
Begin februari 1945 bereikte F.van der Laaken met een medewerker de provincie Overijssel. Van der Laaken was radiotechnicus en de commandant van de Radiodienst in het westen. Hij en zijn medewerker kwamen vanuit het westen radio zendontvangers afleveren en repareren. Het waren zendontvangers die in het westen overtollig waren geworden. Met het nieuwe verbindingsmateriaal waren ze in staat om de defecte zenders in Overijssel te vervangen of te repareren. De eerste zender die Van der Laaken weer kon laten functioneren was die van de agent Ben Buunk. Tot dan toe had Buunk zijn spionageberichten door de radiotelegrafist van het SAS-detachement van luitenant Debefve, de agent Beekman van het BBO en John Patrick Austin de radiotelegrafist van het Jedburgh-team laten verzenden. Op 5 februari 1945 was Buunk in staat om met zijn gerepareerde zender het eerste contact met het BI in Eindhoven tot stand te brengen.
Vanaf 9 februari 1945 werd de Radiodienst door een golf van arrestaties getroffen. In een boerderij in Hardenberg werd door de SD een radiozender van de Zendgroep Oost uitgepeild. De in de boerderij werkzame leden van de Radiodienst waaronder F.van der Laaken en het hoofd van de Radiodienst D. Eskes werden gearresteerd. Ze werden onmiddellijk overgebracht naar het SD-kantoor aan de Bornestraat in Almelo. Diezelfde dag werd ook de huisarts Post, een verbindingsman van het Inlichtingencentrum Oost, in zijn woning te Bergentheim gearresteerd.
Als gevolg van de eerdere arrestaties werd het net rond de Radiodienst door de Duitsers snel aangetrokken. Op 10 februari 1945 deed de SD een inval op het onderduikadres van Ben Buunk in Vroomshoop. Buunk werd door de SD gearresteerd. Behalve Buunk namen de Duitsers ook de huisarts Oskam en Bergsteyn, een van de leiders van het Inlichtingencentrum Oost in hechtenis. Oskam werd gearresteerd omdat hij aan Buunk onderdak had verleend. Buunk, Oskam en Bergsteyn werden door de SD meegenomen, en in de gevangenis in Almelo vastgezet. Dokter Oskam bleef tot het einde van de oorlog in Almelo gevangenzitten. Hij werkte in de gevangenis als gevangenisarts. Voor de bevrijding van Almelo werd hij vrijgelaten. Buunk werd na ongeveer vier weken overgebracht naar het Huis van Bewaring in Zwolle. Op 4 april 1945 werd Buunk, in Hattem aan de IJsseldijk, samen met nog drie andere verzetsstrijders, F.van der Laaken, D. Eskes en John Patrick Austin, voor het vuurpeloton gezet en gefusilleerd. Vlak bij de plek van fusillade is later een monument opgericht ter nagedachtenis van diegene die daar omgebracht zijn door de Duitsers.
Na de arrestatie van Eskes, leek het de agent Jaap Beekman veiliger om tijdelijk zijn werkzaamheden te staken en onder te duiken, totdat het in de regio wat rustiger was geworden. Hij had nauw met Eskes samengewerkt en de kans dat hij ook door de SD opgepakt zou worden was niet denkbeeldig. Op 10 februari 1945 dook hij in Zwolle onder. De actie van Beekman was niet geheel onbegrijpelijk. In september 1944 had hij via het BBO uit Londen het bericht ontvangen dat zijn vrouw Yolande Beekman, die als agente voor het Special Operations Executive (SOE) boven Frankrijk was geparachuteerd, door de Gestapo was gearresteerd en op 11 september 1944 in Dachau (concentratiekamp) was gefusilleerd. Het bericht over het overlijden van zijn vrouw had hem niet onberoerd gelaten. Misschien daarom had hij de ontwikkelingen rond het SAS-detachement, het Jedburgh-team en de Duitse V2-lanceerbasis in Hellendoorn met argusogen gadegeslagen. De laatste maanden had hij wanneer de Duitsers hem op de hielen zaten diverse malen van schuiladres moeten veranderen. In Hellendoorn, Den Ham (Overijssel) en Bruinehaar had hij op diverse locaties schuiladressen en zendlocaties gehad. Door de arrestatie van zijn collega’s Austin en Buunk was de grond onder zijn voeten nu wel heel erg heet geworden.
Op 10 februari 1945 troffen de leden van de SD bij een landbouwer in Daarlerveen de andere zendontvanger van de Zendgroep Oost aan. Ofschoon op dat tijdstip zou worden geseind was het apparaat op dat moment onbemand. De landbouwer werd meegenomen naar Almelo. In de volgende dagen werden nog zes andere medewerkers van de Zendgroep Oost en het Inlichtingencentrum Oost in Almelo in het Huis van Bewaring opgesloten. In februari 1945 gingen er niet minder dan vijf zenders verloren. Drie zenders in het westen van het land, een op de Veluwe en een in Overijssel.

### Harm Roelof Weelinck en Willem Lambertus Harminus de Vries
Bij het BI in Londen werd na de arrestatie van de agent Ben Buunk de parachutering van de agent Harm Roelof Weelinck tijdelijk uitgesteld. Weelinck had de opdracht om na zijn parachutering boven bezet Nederland in Winterswijk contact op te nemen met Buunk om met hem te gaan samenwerken. Na de golf van arrestaties die de Zendgroep Oost had getroffen leek het de leiding van het BI beter om deze parachutering van Weelinck uit te stellen tot aan het moment dat de rust in het gebied was teruggekeerd. Weelinck (codenaam: Goliath) werd op 4 april 1945 samen met Willem Lambertus Harminus de Vries (codenaam: Meelzak) in de omgeving van Zuidbroek (Groningen) geparachuteerd. De golf van arrestaties waarmee de Radiodienst en de RVV-brigade Twente was getroffen hield niet op. Op 11 februari 1945 werd Albert Ferdinand Lancker te Hoge Hexel gearresteerd. Tijdens zijn vlucht werd hij bij Hexeler Flier doodgeschoten. Na de dood van Lancker ging het commando van de RVV-Twente over op dhr. Doppen. De samenwerking tussen de RVV en de KP in BS-verband zou dan geleidelijk beter gaan lopen. Het gebied van Salland en de IJssellinie viel onder het hoofdkwartier van Doppen. Het hoofdkwartier was gestationeerd in Heeten. Vooral door de steeds moeilijker wordende verbindingen gingen de plaatselijke groepscommandanten in hoge mate een eigen beleid voeren.

### Pieter Bouman en Karel Christiaan Mooiweer
Ondanks de gevaarlijke situatie die door de Duitse V2-basis in het gebied was ontstaan werden nog steeds agenten van het BI boven de regio geparachuteerd en naar de regio overgeplaatst. Op 24 februari 1945 vond de parachutering van Pieter Bouman (codenaam: Klein Duimpje) in de omgeving van Vriezeveen plaats. Bouman kwam met twee containers goed aan de grond. In de containers zaten vier zendontvangers voor de spionagegroep Albrecht en een voor de agent Meint Adolf Smid. Mooiweer zorgden met mensen van het BS-rayon Twente voor zijn opvang bij Vriezenveen. Mooiweer nam zijn intrek in het huis van de huisarts Oskam in Vroomshoop, het voormalige onderduikadres van Ben Buunk.
Tientallen telegrammen, van groot nut voor de geallieerden inzake de militaire voorbereiding van de doorstoot naar de Achterhoek, waren het gunstige gevolg van de parachutering van Bouman. Hij werkte succesvol samen met Mooiweer en Smid. Voor een van de vier extra zenders Sint Clemence leidde Mooiweer een plaatselijke radiotelegrafist op. Deze man stond in verbinding met agenten van het BBO. In principe mochten agenten van het BI en het BBO uit veiligheidsoverwegingen geen enkel persoonlijk contact met elkaar hebben. In Twente was het gezien de hoge werkdruk onvermijdelijk dus gebeurde het daar veelvuldig. Na de arrestatie van Ben Buunk zetten Karel Christiaan Mooiweer en Pieter Bouman het werk van hun collega voort. In de loop van maart 1945 trokken Mooiweer en Bouman van de ene plaats in Overijssel naar de andere. Ze werden voortdurend door de SD achtervolgd en steeds worstelden ze met problemen met hun accu. Als ze een kwartier hadden uitgezonden moesten ze de accu’s van hun zendontvanger weer opladen. Uiteindelijk waren er meer seintoestellen dan zendmogelijkheden.
Als chef van de Radiodienst werd D.Eskes opgevolgd door mr. Tom Schadd. Volgens een getuigenis van een officier van het BI in Eindhoven heeft het BI verreweg het meest samengewerkt met de Radiodienst van de RVV. Meer dan met de zendernetten van de OD en de LKP. Het levenswerk van Jan Thijssen had in dat opzicht een duidelijke voortzetting gevonden. Een voortzetting overigens zonder de band met de RVV. De Radiodienst had zelfs geen directe band met het hoofdkwartier van de BS. Met de RVV-brigades lag dat anders. Hoewel ze na de arrestatie van Jan Thijssen als aparte groepen in stand bleven, werden de RVV-brigades steeds meer ingevoegd in de structuur van de BS. Wel werden de banden tussen de RVV en de RVV-brigades na de uitschakeling van Thijssen veel losser.

### Blijvende moeilijkheden
De strijd tegen de vijand bleef levens kosten. Op 2 maart 1945 werden nogmaals twee medewerkers van de RVV-Twente naar aanleiding van hun hulp aan het SAS-detachement in Varsseveld gefusilleerd. De majoor Henk Brinkgreve, van het Jedburgh-team, moest als gevolg van de Duitse razzia’s steeds van schuiladres veranderen. Vanaf zijn parachutering was hij van de ene plaats naar de andere gevlucht. Zenderen, Marke Dulder bij Saasveld, de buurtschap Hezingen aan de Duitse grens, terug naar Saasveld, Enter, Heeten, Schoonheten en Okkenbroek. Toen de Duitse razzia’s op de boerderijen in de omgeving met een steeds hogere frequentie plaatsvonden nam hij het besluit om samen met zijn telegrafist Sjoerdsma uit te wijken naar Enschede. Toen er ook in Enschede razzia’s werden gehouden week hij uit naar Het Broek bij Losser. Toen de Duitsers in Losser in een café een peilstation inrichtten besloot hij samen met een koerierster en de agent Sjoerdsma naar De Lutte en Lutterzand te vertrekken. In deze omgeving hoopte hij een rustiger vaarwater te hebben gevonden. Op 5 maart 1945 deed de SD een poging om Brinkgreve te arresteren. Tijdens het vuurgevecht dat daarna volgde werd hij door de SD gedood. Ook Sjoerd Sjoerdsma die als organisator en radiotelegrafist de wapendroppings probeerde te verzorgen zaten de Duitsers op de hielen. Het kwam meerdere malen voor dat Sjoerdsma moest vluchten als hij een Duitse peilwagen in het vizier kreeg.
Na zijn gedwongen rustperiode nam de agent Jaap Beekman eind maart 1945 weer contact op met zijn hoofdkwartier en de mensen van het verzet die overgebleven waren. Hij kreeg onderdak in een boerderij in Heeten. Zijn zendontvanger installeerde hij in een schuilhut omgeven door een bos van kreupelhout. Het laatste zendadres van de agent Beekman was een boerderij in Schoonheten. Vanuit deze boerderij verzond hij zijn laatste telegram. Toen de Canadezen oprukten besloot Beekman hen tegemoet te gaan. Half april 1945 arriveerde Beekman in Londen. Hij bracht bij het BBO en het SOE verslag uit.
Op 5 april 1945 werd Vroomshoop door de Canadezen bevrijd. De strijd was gestreden. De strijd had in Twente bij de RVV, de Radiodienst, de Zendgroep Oost en het Inlichtingen Centrum Oost aan meer dan dertig mensen het leven gekost. De prijs die de medewerkers van de Radiodienst voor de bevrijding van Nederland hadden moeten betalen was bijzonder hoog geweest. Verwonderlijk was dat niet, want seinen met de vijand op de hielen was vragen om moeilijkheden.